# John Meillon
Pour les articles homonymes, voir John et Meillon.
John Meillon,  né le 1er mai 1934 à Sydney en Nouvelle-Galles du Sud en Australie, mort le 11 août 1989 à Sydney, est un acteur australien.

## Filmographie
- 1959 : Le Dernier Rivage (On the Beach)
- 1960 : Horizons sans frontières (The Sundowners) de Fred Zinnemann
- 1961 : Un traître à Scotland Yard (Offbeat) de Cliff Owen
- 1961 : La Patrouille égarée (The Long and the Short and the Tall) de Leslie Norman
- 1961 : Watch It, Sailor! (en) de Wolf Rilla
- 1962 : Le Jour le plus long (The Longest Day)
- 1962 : Alerte sur le Vaillant (The Valiant) de Roy Ward Baker
- 1963 : Les Bijoux du Pharaon (Cairo) de Wolf Rilla
- 1964 : Mission 633 (633 Squadron) de Walter Grauman : Lt. Gillibrand
- 1971 : La Randonnée (Walkabout)
- 1971 : Réveil dans la terreur (Wake in Fright) de Ted Kotcheff
- 1975 : Mais où est donc passé mon poney ? (Ride a Wild Pony)
- 1974 : La Grande Traversée (The Dove) de Charles Jarrott : Tim
- 1974 : Les Voitures qui ont mangé Paris (The Cars That Ate Paris) de Peter Weir : le maire
- 1977 : The Picture Show Man de John Power : Pym
- 1982 : Heatwave (en) de Phillip Noyce
- 1984 : The Wild Duck de Henri Safran
- 1986 : Crocodile Dundee de Peter Faiman (en) : Walter Reilly
- 1986 : The Blue Lightning, téléfilm de Lee Philips : Dr William Giles
- 1988 : Crocodile Dundee 2 de John Cornell : Walter Reilly